# Asperdaphne tasmanica
Asperdaphne tasmanica é uma espécie de gastrópode do gênero Asperdaphne, pertencente a família Raphitomidae.